# Walter Zoller (Pianist)
Walter Zoller (* 1972 in Basel) ist ein Schweizer Pianist.

## Leben
Zoller studierte an der Musikhochschule Basel Klavier bei Jean-Jacques Dünki und Adrian Oetiker, legte das Konzertdiplom mit Auszeichnung ab und vollendete sein Studium in der Meisterklasse von Bruno Canino an der Musikhochschule Bern.
Schon als Student erhielt Walter Zoller zahlreiche Förderpreise und Stipendien von verschiedenen Schweizer Kulturstiftungen.
Mit dem Mondrian Ensemble Basel gewann er den 3. Preis beim Schweizerischen Migros-Kammermusikwettbewerb, erreichte den 2. Platz beim „Concours International Illzach“ und erhielt den „10th Swiss Ambassador’s Award“.
Walter Zoller betreibt eine Konzerttätigkeit als Solist, Kammermusiker und Liedbegleiter, die ihn bisher durch viele Länder Europas führte. 1998 gab er sein Debüt als Solist mit dem Sinfonieorchester Basel im Stadtcasino Basel, 2003 mit dem Mondrian Ensemble in der Tonhalle Zürich sowie 2005 am Lucerne Festival. Er wurde zu zahlreichen weiteren Festivals – Weimar, Davos, Zürich, Bantry (Irland), Krakau, East Sussex (England) – und zu einem Konzert in die Wigmore Hall London eingeladen.
Eine CD mit Werken von Beethoven und Schubert, eine CD-Produktion für „Musikszene Schweiz – Grammont Portrait“ sowie etliche Radio-Aufnahmen ergänzen seine Tätigkeiten.
Seit 2004 lebt Walter Zoller in Leipzig, arbeitet als Pianist und Korrepetitor am Gewandhaus, musiziert in verschiedenen Kammermusikformationen mit Mitgliedern des Gewandhausorchesters und tritt regelmässig als Solist und Begleiter in Konzerten des Gewandhauses auf. 2007–2009 hatte er einen Lehrauftrag für Korrepetition an der Hochschule für Musik und Theater „Felix Mendelssohn Bartholdy“ Leipzig.
2010 erhielt er eine Festanstellung am Gewandhaus als Pianist und Korrepetitor der GewandhausChöre. 
2012 ist er in der Doku-Soap Advent in XXL zu sehen. Die Aufnahmen handeln vom Gewandhaus-Kinderchor bei einer Probe für ein (Advents-)Konzert.

## Diskografie
- Ludwig van Beethoven / Franz Schubert (Audio-CD)

1. Waldstein Sonate: Allegro con brio
2. Introduzione: Molto adagio
3. Rondo: Allegretto moderato -
4. Moments Musicaux Nr. 1 in C-Dur: Moderato
5. Nr. 2 in As-Dur: Andantino
6. Nr. 3 in f-Moll: Allegro moderato
7. Nr. 4 in cis-Moll: Moderato
8. Nr. 5 in f-Moll: Allegro vivace
9. Nr. 6 in As-Dur: Allegretto